# Quasinormierbarer Raum
Quasinormierbare Räume bilden eine im mathematischen Teilgebiet der Funktionalanalysis betrachtete Klasse lokalkonvexer Räume. Diese auf A. Grothendieck zurückgehende Begriffsbildung erlaubt eine Charakterisierung von Schwartzräumen. Man findet in der Literatur auch die Bezeichnung quasinormabel.

## Definition
Ein lokalkonvexer Raum {\displaystyle E} heißt quasinormierbar, falls es zu jeder Nullumgebung {\displaystyle U} eine weitere Nullumgebung {\displaystyle V} gibt, so dass man zu jedem {\displaystyle \lambda >0} eine beschränkte Menge {\displaystyle B\subset E} mit {\displaystyle V\subset B+\lambda U} finden kann.
Würde diese Bedingung sogar für {\displaystyle \lambda =0} gelten, so wäre {\displaystyle V} eine beschränkte Nullumgebung und damit der Raum {\displaystyle E} normierbar. Diese Betrachtung rechtfertigt den Namen quasinormierbar.

## Beispiele
- Normierte Räume sind quasinormierbar, da man als {\displaystyle V} in obiger Definition eine beschränkte Nullumgebung wählen kann, zum Beispiel die offene Einheitskugel. Dann gilt {\displaystyle V\subset V+\lambda U} für jedes {\displaystyle \lambda >0}, sogar für {\displaystyle \lambda =0}.
- (DF)-Räume sind quasinormierbar.
- Schwartz-Räume sind quasinormierbar.

Eine der Charakterisierungen der Schwartz-Räume besteht gerade darin, dass man in obiger Definition die beschränkte Menge {\displaystyle B} sogar endlich wählen kann. Man kann sich nun fragen, welche Bedingung umgekehrt ein quasinormierbarer Raum erfüllen muss, um ein Schwartz-Raum zu sein. Es gilt folgender Satz:
- Ein lokalkonvexer Raum ist genau dann ein Schwartz-Raum, wenn er quasinormierbar ist und jede beschränkte Menge präkompakt ist.

## Eigenschaften
- Ein abzählbares Produkt von quasinormierbaren Räumen ist mit der Produkttopologie wieder quasinormierbar.
- Quasinormierbare Fréchet-Räume sind distinguiert.